# تاریخ جنگ‌های صلیبی برای بازپس‌گیری و تصرف اراضی مقدس
تاریخ جنگ‌های صلیبی برای بازپس‌گیری و تصرف اراضی مقدس (انگلیسی: History of the Crusades for the Recovery and Possession of the Holy Land)، کتابی دو جلدی از چارلز مایلز است که در سال ۱۸۲۰ منتشر شد. در این کتاب نگرش ادوارد گیبون و دیوید هیوم نقد شده‌است.
کار مایلز در کشور خودش اثر برجسته و مشهور در قیاس با کار ژوزف فرانسوا میشو نبود. چارلز در تاریخ خود از نقش ریچارد یکم پادشاه صلیبی موازی با شخصیت لوئی نهم استفاده کرد. نویسندگان پس از وی در انگلستان بحث جنگ‌های صلیبی را به عنوان ضمیمه استعمار مدرن، با رنگ قوی صهیونیسم مسیحی بریتانیا، آغاز کردند.